# Dorpskerk (Suameer)
De Dorpskerk is een kerkgebouw in Suameer in de Nederlandse provincie Friesland. De kerk is een rijksmonument.

## Beschrijving
De Dorpskerk uit 1769 is een zaalkerk met driezijdig gesloten koor (oostzijde) en een toren met ingesnoerde spits. De familie Van Altena gaf opdracht tot de bouw van de kerk ter vervanging van oudere kerk. De preekstoel uit 1746 is gemaakt door Kornelis Meenes. Er zijn zes ramen met gebrandschilderd glas (1771) van Ype Staak. Het orgel uit 1906 is gebouwd door Bakker & Timmenga. 

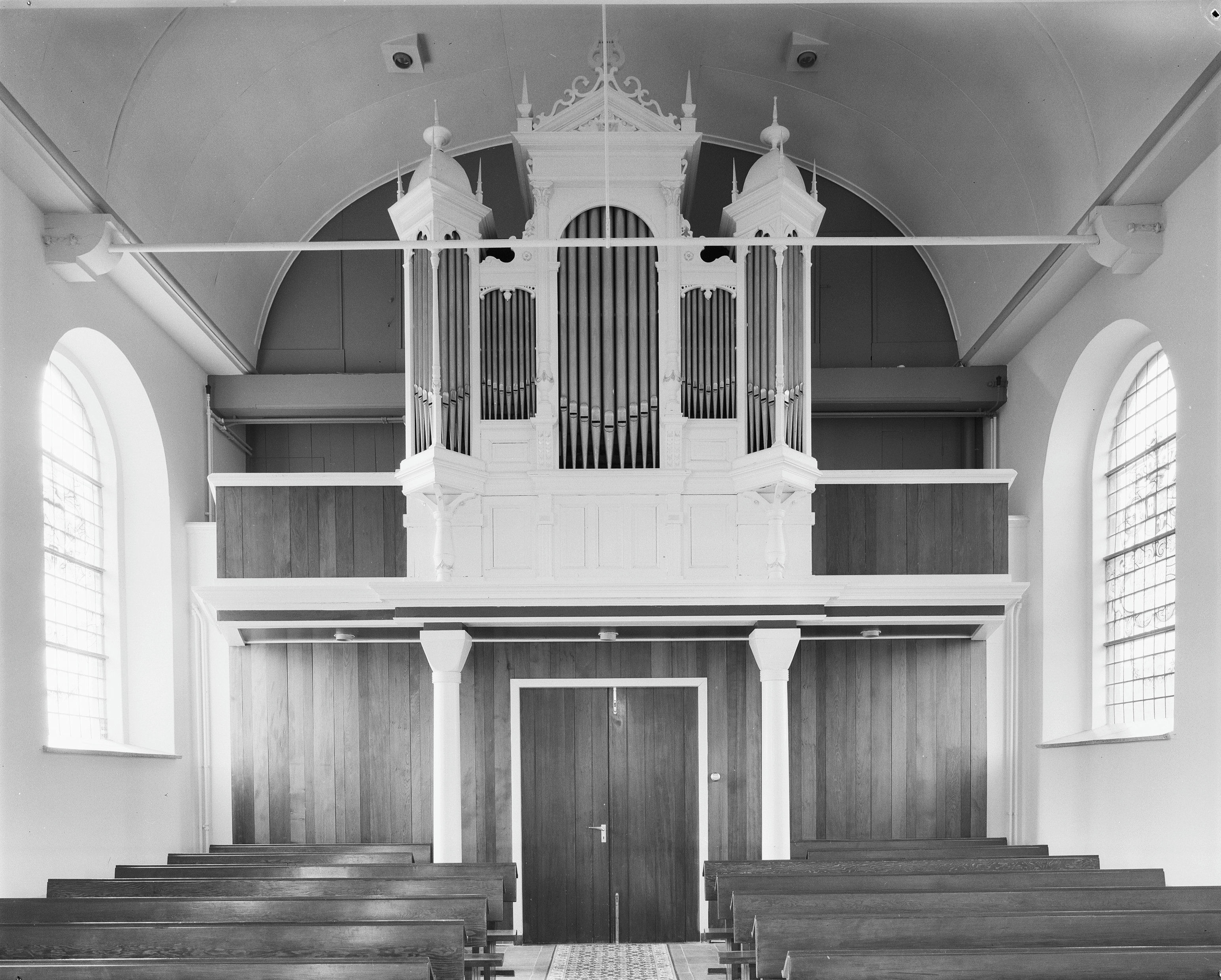
Interieur met orgel (1984)
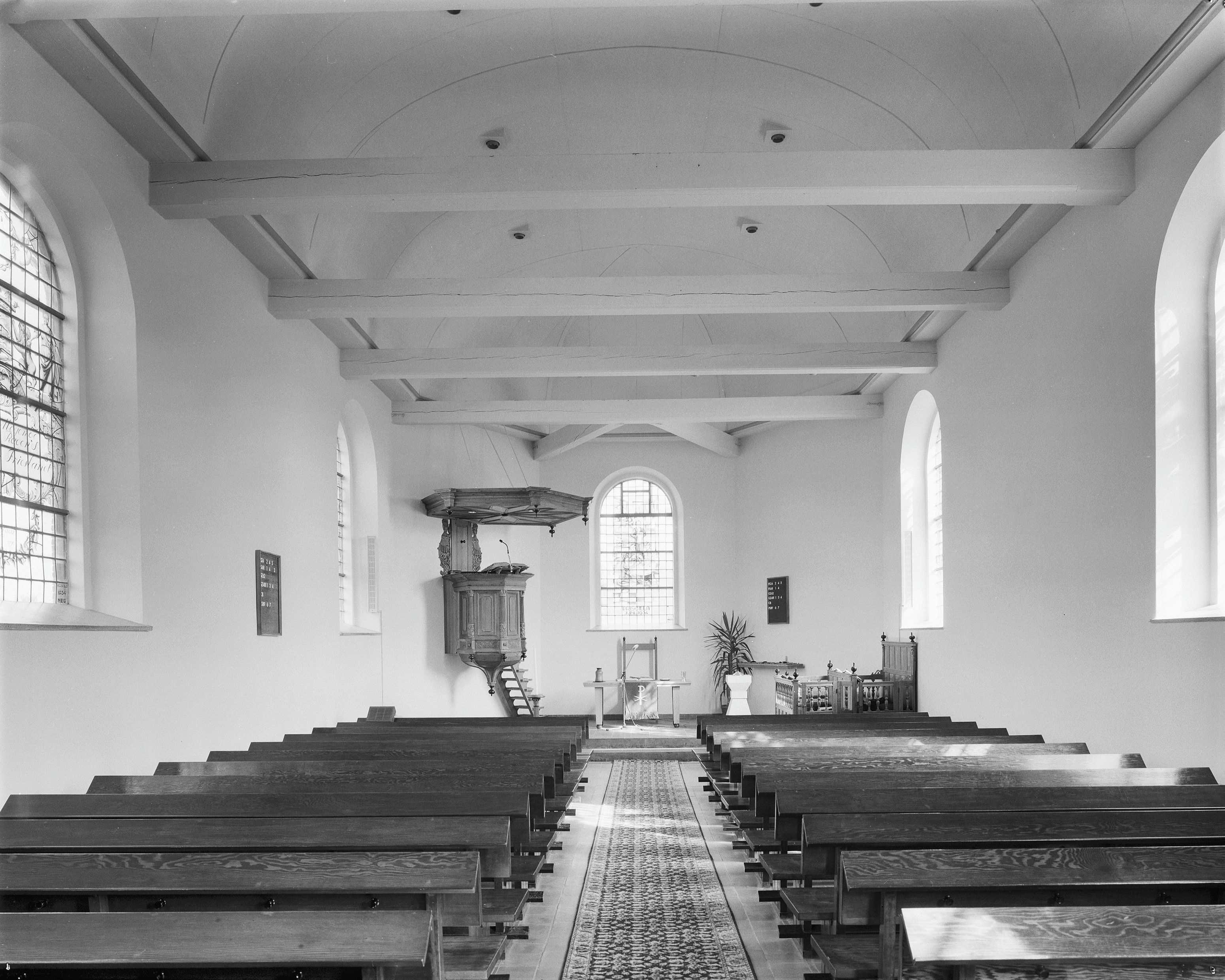
Interieur met preekstoel